# Vigyázz, ufók!
A Vigyázz, ufók! (eredeti cím: Solar Opposites) 2020-tól vetített amerikai 2D-s számítógépes animációs szitkom, amelyet Justin Roiland és Mike McMahan alkotott.
Amerikában 2020. május 8-án a Hulu, míg Magyarországon felirattal a Disney+ 2022. június 14-én, szinkronnal a TV2 Comedy 2023. október 11-én mutatta be.
2022 októberében berendelték az ötödik évadot.

## Ismertető
Terry, Korvo, Jesse és Yumyulack, egy földönkívüliekből álló család, akik a Földön landolnak, és kénytelenek ott maradni, és gyakran nem értenek egyet abban, hogy ez jó dolog-e. A család a Shlorp bolygóról származik, egy fejlett idegen világról, amely nem sokkal a pusztulása előtt száz hajót küldött ki új bolygók kolonizálására. Yumyulack replikáns az összezsugorított és a "Fal" nevű terráriumba zárt emberek társadalmát figyeli. Egy csoport intergalaktikus korrupt rendőr, akik SilverCops néven ismertek, és akik rendszeresen letartóztatják és brutálisan bánnak a szülőbolygójuk elpusztítása elől menekülő shlorpiakat.

## Szereplők

### Főszereplők
| Szereplő  | Eredeti hang                                        | Magyar hang   | Leírás |
| --------- | --------------------------------------------------- | ------------- | --- |
| Korvo     | Justin Roiland (1–3. évad) Dan Stevens (4. évadtól) | Seder Gábor   | Intelligens idegen tudós, aki gyűlöli a Földet, és minél előbb el akarja hagyni. Ő a kijelölt vezetője az új világot kereső küldetésüknek, és később Terry barátja lett.                                   |
| Terry     | Thomas Middleditch                                  | Baráth István | Korvo evakuációs társa és későbbi barátja, valamint a bábspecialista, aki élvezi, hogy a Földön lehet, és akit lenyűgöz az emberi kultúra.                                                                 |
| Yumyulack | Sean Giambrone                                      | Czető Ádám    | Korvo fia, aki önjelölt tudós és fejvadász. Összezsugorítja a gonosz felnőtteket, és beteszi őket a terráriumába, a "Falba".                                                                               |
| Jesse     | Mary Mack                                           | Lamboni Anna  | Terry lánya, aki általában kedves és be akar illeszkedni az emberi társadalomba. |
| Lárva     | Sagan McMahan                                       | Sipka Gábor   | Egy csecsemő, színváltoztató idegen, aki egy napon valódi alakjává fejlődik, és a DNS-ében tárolt adatok segítségével a Földet a Shlorp uralkodó osztály számára a Shlorp szülőbolygó másolatává alakítja. |

### Mellékszereplők
| Szereplő            | Eredeti hang                                       | Magyar hang       | Leírás |
| ------------------- | -------------------------------------------------- | ----------------- | --- |
| A.I.S.H.A.          | Tiffany Haddish                                    | Angyal Anita      | Idegen hajó pimasz mesterséges intelligenciája. |
| Chris               | Justin Roiland (1–3. évad) Eric Bauza (4. évadtól) | Sipka Gábor       | A Terry miatt kiváltott stressz által Korvóból előállított "vörös gobler". Úgy tűnik, egyetlen célja, hogy megölje Korvo-t és Terryt. Eljegyzett egy emberi nőt, "tesó" archetípusként ábrázolták, gyakran kifejezi vonzalmát a Másnaposok, Joe Rogan és a szűk pólóingek iránt, saját bárt nyit, miután Korvo patkánnyá változtatja menyasszonyát. |
| Cherie              | Christina Hendricks                                | Fábián Nikoletta  | A Benihana séfjét Yumyulack foglyul ejtette, mert olyan garnélarákot szolgált fel neki, amit nem akart. Tim egyik társa lesz a Herceg elleni harcban, mielőtt Tim elárulja őt. Később életet ad, Pezlie-nek, az első embernek, aki aprónak született.                                                                                               |
| Lindsey Tim Weekly  | Andy Daly                                          | Sörös Miklós      | Yumyulack egyik foglya, mivel piros inget viselt, aki a középső nevét használja. Tim a herceg rezsimje elleni ellenállás vezetőjévé válik, mielőtt átvenné a helyét. |
| A herceg / Ringo    | Alfred Molina                                      | Hám Bertalan      | Yumyulack falának korrupt uralkodója, aki úgy tartja fenn a rendet és az irányítást, hogy felhalmozza a Jesse által a fal lakóinak adott készleteket. |
| Halk Hogam          | Sterling K. Brown                                  | Héger Tibor       | Az Ellenállás háborús hőse és a Dr. Csont egykori producere, aki egy sor borzalmas gyilkosságot próbál megoldani békeidőben. |
| Sisto nővér         | Sutton Foster                                      | Kovács Viktória   | A bowini egyház másik vezetője. |
| Nova / Blista nővér | Kari Wahlgren                                      | Bittner Anett     | Halk Hogam felesége, később a bowini egyház harmadik vezetője. |
| Ms. Frankie         | Kari Wahlgren                                      | Boldizsár Tünde   | A James Earl Jones Gimnázium tanára, aki nyíltan előítéletes Yumyulackkal és Jesse-vel szemben, és titkos viszonyt folytat Cooke igazgatóval. |
| Montez              | Carlos Alazraqui                                   |                   | A bowini egyház legfőbb vezetője, akiről kiderült, hogy kém. |
| Cooke igazgató      | Rob Schrab                                         | Majorfalvi Bálint | A James Earl Jones Gimnázium igazgatója, aki nyíltan előítéletes Yumyulackkal és Jesse-vel szemben, és titkos viszonyt folytat Mrs. Frankie-vel. |

### Magyar változat
- Bemondó: Korbuly Péter
- Magyar szöveg: Mihályi Dávid
- Hangmérnök: Igor Lattes
- Vágó: Benjamin Lattes Bakos
- Gyártás- és Produkciós vezető: Gyarmati Zsolt
- Szinkronrendező: Gazdik Katalin

A szinkront a Masterfilm Digital készítette.

## Évados áttekintés
| Évad | Évad                      | Epizódok                  | Eredeti sugárzás    | Eredeti sugárzás    | Eredeti adó | Magyar sugárzás    | Magyar sugárzás    | Magyar adó |
| Évad | Évad                      | Epizódok                  | Évadpremier         | Évadfinálé          | Eredeti adó | Évadpremier        | Évadfinálé         | Magyar adó |
| ---- | ------------------------- | ------------------------- | ------------------- | ------------------- | ----------- | ------------------ | ------------------ | ---------- |
|      | 1                         | 8                         | 2020. május 8.      | 2020. május 8.      | Hulu        | 2023. október 11.  | 2023. október 20.  | TV2 Comedy |
|      | 2                         | 8                         | 2021. március 26.   | 2021. március 26.   | Hulu        | 2023. október 23.  | 2023. november 1.  | TV2 Comedy |
|      | Karácsonyi különkiadás    | Karácsonyi különkiadás    | 2021. november 22.  | 2021. november 22.  | Hulu        | 2023. november 2.  | 2023. november 2.  | TV2 Comedy |
|      | 3                         | 11                        | 2022. július 13.    | 2022. július 13.    | Hulu        | 2023. november 3.  | 2023. november 17. | TV2 Comedy |
|      | Halloweeni különkiadás    | Halloweeni különkiadás    | 2022. október 3.    | 2022. október 3.    | Hulu        | 2023. november 20. | 2023. november 20. | TV2 Comedy |
|      | 4                         | 11                        | 2023. augusztus 14. | 2023. augusztus 14. | Hulu        |                    |                    | TV2 Comedy |
|      | Valentin-napi különkiadás | Valentin-napi különkiadás | 2024. február 5.    | 2024. február 5.    | Hulu        |                    |                    | TV2 Comedy |
|      | 5                         | 11                        | 2024. augusztus 12. | 2024. augusztus 12. | Hulu        |                    |                    | TV2 Comedy |
|      | Halloweeni különkiadás    | Halloweeni különkiadás    | 2024. október 7.    | 2024. október 7.    | Hulu        |                    |                    | TV2 Comedy |
|      | 6                         | 10                        | 2025. október 13.   | 2025. október 13.   | Hulu        |                    |                    | TV2 Comedy |

## Epizódok

### 1. évad (2020)
| Sor. | Év. | Cím                                              | Rendező    | Író                             | Premier                          |
| ---- | --- | ------------------------------------------------ | ---------- | ------------------------------- | -------------------------------- |
| 1.   | 1.  | A kvantuminjektor (The Matter Transfer Array)    | Kim Arndt  | Mike McMahan és Justin Roiland  | 2020. május 8. 2023. október 11. |
| 2.   | 2.  | Az instabil fekete lyuk (The Unstable Grey Hole) | Bob Suarez | Mike McMahan                    | 2020. május 8. 2023. október 12. |
| 3.   | 3.  | A kvantumgyűrű (The Quantum Ring)                | Lucas Gray | Matt McKenna                    | 2020. május 8. 2023. október 13. |
| 4.   | 4.  | The Booster Manifold                             | Andy Thom  | Josh Bycel                      | 2020. május 8. 2023. október 16. |
| 5.   | 5.  | The Lavatic Reactor                              | Bob Suarez | Sean O'Connor                   | 2020. május 8. 2023. október 17. |
| 6.   | 6.  | The P.A.T.R.I.C.I.A. Device                      | Kim Arndt  | Danielle Uhlarik                | 2020. május 8. 2023. október 18. |
| 7.   | 7.  | Terry and Korvo Steal a Bear                     | Andy Thom  | Dominic Dierkes                 | 2020. május 8. 2023. október 19. |
| 8.   | 8.  | Retrace-Your-Step-Alizer                         | Lucas Gray | Joe Saunders és Ariel Ladensohn | 2020. május 8. 2023. október 20. |

### 2. évad (2021)
| Sor. | Év. | Cím | Rendező       | Író                             | Premier                             |
| ---- | --- | --- | ------------- | ------------------------------- | ----------------------------------- |
| 9.   | 1.  | The Sacred Non-Repeating Number                                                                            | Lucas Gray    | Mike McMahan                    | 2021. március 26. 2023. október 23. |
| 10.  | 2.  | The Earth Eraser                                                                                           | Kim Arndt     | Danielle Uhlarik                | 2021. március 26. 2023. október 24. |
| 11.  | 3.  | The Lake House Device                                                                                      | Bob Suarez    | Josh Bycel                      | 2021. március 26. 2023. október 25. |
| 12.  | 4.  | The Emergency Urbanizer                                                                                    | Annisa Adjani | Daniel Libman és Matthew Libman | 2021. március 26. 2023. október 26. |
| 13.  | 5.  | The Rad Awesome Terrific Ray                                                                               | Lucas Gray    | Garrick Bernard                 | 2021. március 26. 2023. október 27. |
| 14.  | 6.  | Az Apple Ceruza Pro (The Apple Pencil Pro)                                                                 | Kim Arndt     | Ariel Ladensohn                 | 2021. március 26. 2023. október 30. |
| 15.  | 7.  | Terry kedvenc felespoharának valószínűtlen pusztulása (The Unlikely Demise of Terry's Favorite Shot Glass) | Bob Suarez    | Joe Saunders                    | 2021. március 26. 2023. október 31. |
| 16.  | 8.  | Az ufók majdnem X-Boxhoz jutnak (The Solar Opposites Almost Get an Xbox)                                   | Annisa Adjani | Josh Bycel és Jen McCartney     | 2021. március 26. 2023. november 1. |

### Karácsonyi különkiadás (2021)
| Sor. | Év. | Cím                                                                       | Rendező    | Író          | Premier                              |
| ---- | --- | ------------------------------------------------------------------------- | ---------- | ------------ | ------------------------------------ |
| 17.  | 1.  | Egy nagyon karácsonyi ufó epizód (A Very Solar Holiday Opposites Special) | Lucas Gray | Mike McMahan | 2021. november 22. 2023. november 2. |

### 3. évad (2022)
| Sor. | Év. | Cím | Rendező           | Író                       | Premier                             |
| ---- | --- | --- | ----------------- | ------------------------- | ----------------------------------- |
| 18.  | 1.  | A szélsőséges háromszögelő (The Extremity Triangulator)                                                                                      | Lucas Gray        | Dominic Dierkes           | 2022. július 13. 2023. november 3.  |
| 19.  | 2.  | Az Edamame-i málhazsám (Edamame Duffle Bag)                                                                                                  | Teddy O'Connor    | Danielle Uhlarik          | 2022. július 13. 2023. november 6.  |
| 20.  | 3.  | A lárva nagy napja (The Pupa’s Big Day) | Kim Arndt         | Jen McCartney             | 2022. július 13. 2023. november 7.  |
| 21.  | 4.  | Huluföld (Hululand) | Bob Suarez        | Joe Saunders              | 2022. július 13. 2023. november 8.  |
| 22.  | 5.  | A vízköpő sugár (The Gargoyle Ray) | Lucas Gray        | Josh Bycel                | 2022. július 13. 2023. november 9.  |
| 23.  | 6.  | 99 hajó (99 Ships) | Teddy O'Connor    | Mike McMahan              | 2022. július 13. 2023. november 10. |
| 24.  | 7.  | A platina Burst 800 Takara Tomy kiadás (The Platinum Beyblade Burst 800 Takara Tomy Edition)                                                 | Kim Arndt         | Grace Parra Janney        | 2022. július 13. 2023. november 13. |
| 25.  | 8.  | A kockarácsos kristályvágó (The Cubic Lattice Crystallizer)                                                                                  | Bob Suarez        | Dominic Dierkes           | 2022. július 13. 2023. november 14. |
| 26.  | 9.  | A sugarak, amelyek különféle dolgokká változtatnak embereket (The Rays That Turn People Into Various Things)                                 | Marisa Livingston | Danielle Uhlarik          | 2022. július 15. 2023. november 15. |
| 27.  | 10. | Terry és Korvo ordítós harcba keveredik a Taco Bell parkolójában (Terry and Korvo Get in a Big Screaming Fight in the Taco Bell Parking Lot) | Teddy O'Connor    | Garrick Bernard           | 2022. július 13. 2023. november 16. |
| 28.  | 11. | Lárva homályban (The Fog of Pupa) | Kim Arndt         | Josh Bycel és Vidhya Iyer | 2022. július 13. 2023. november 17. |

### Halloweeni különkiadás (2022)
| Sor. | Év. | Cím                                                                                   | Rendező    | Író        | Premier                             |
| ---- | --- | ------------------------------------------------------------------------------------- | ---------- | ---------- | ----------------------------------- |
| 29.  | 1.  | Egy bajlós Halloween az UFÓ-kkal (A Sinister Halloween Scary Opposites Solar Special) | Bob Suarez | May Darmon | 2022. október 3. 2023. november 20. |

### 4. évad (2023)
| Sor. | Év. | Cím                                   | Rendező           | Író                | Premier             |
| ---- | --- | ------------------------------------- | ----------------- | ------------------ | ------------------- |
| 30.  | 1.  | The Ping Pong Table                   | Kim Arndt         | Dominic Dierkes    | 2023. augusztus 14. |
| 31.  | 2.  | The Earth Rake                        | Bob Suarez        | Danielle Uhlarik   | 2023. augusztus 14. |
| 32.  | 3.  | The Mobile Aisha Emitter              | Marisa Livingston | Josh Bycel         | 2023. augusztus 14. |
| 33.  | 4.  | The Pronunciation Cassette Tapes      | Teddy O'Connor    | Joe Saunders       | 2023. augusztus 14. |
| 34.  | 5.  | The Birth-A-Day Present               | Bob Suarez        | Dominic Dierkes    | 2023. augusztus 14. |
| 35.  | 6.  | The Stockiverse Ray                   | Annisa Adjani     | Jen McCartney      | 2023. augusztus 14. |
| 36.  | 7.  | The Cardboard Dead Drop               | Marisa Livingston | Grace Parra Janney | 2023. augusztus 14. |
| 37.  | 8.  | The Super Gooblers                    | Teddy O'Connor    | Vidhya Iyer        | 2023. augusztus 14. |
| 38.  | 9.  | Down and Out on Planet X-Non          | Annisa Adjani     | Mike McMahan       | 2023. augusztus 14. |
| 39.  | 10. | The Re-Visibility Bouillabaisee       | Bob Suarez        | May Darmon         | 2023. augusztus 14. |
| 40.  | 11. | The Unwanted Personification of Terry | Marisa Livingston | Joe Saunders       | 2023. augusztus 14. |

### Valentin-napi különkiadás (2024)
| Sor. | Év. | Cím                                                                    | Rendező        | Író           | Premier          |
| ---- | --- | ---------------------------------------------------------------------- | -------------- | ------------- | ---------------- |
| 41.  | 1.  | An Earth Shatteringly Romantic Solar Valentine's Day Opposites Special | Teddy O'Connor | Scott Gallopo | 2024. február 5. |

### 5. évad (2024)
| Sor. | Év. | Cím                                                                    | Rendező           | Író                          | Premier             |
| ---- | --- | ---------------------------------------------------------------------- | ----------------- | ---------------------------- | ------------------- |
| 42.  | 1.  | The Clervixian Dinner Helmets                                          | Teddy O'Connor    | Joe Saunders                 | 2024. augusztus 12. |
| 43.  | 2.  | The Never-Ending Honeymoon Story                                       | Annisa Adjani     | Danielle Uhlarik             | 2024. augusztus 12. |
| 44.  | 3.  | Live Die Repeat Device (Formerly Known as the Edge of Tomorrow Device) | Daniel Cole       | Dominic Dierkes              | 2024. augusztus 12. |
| 45.  | 4.  | The Educational Sprinkler Device                                       | Marisa Livingston | Grace Parra Janney           | 2024. augusztus 12. |
| 46.  | 5.  | Ex-Boyfriend Island                                                    | Teddy O'Connor    | Jenny McCarthy               | 2024. augusztus 12. |
| 47.  | 6.  | The Sci-Fi Rollerblades                                                | Annisa Adjani     | May Darmon                   | 2024. augusztus 12. |
| 48.  | 7.  | The Solar Opposites Do An Intervention                                 | Daniel Cole       | Scott Gallopo                | 2024. augusztus 12. |
| 49.  | 8.  | The What If?! Device                                                   | Marisa Livingston | Dash Turner                  | 2024. augusztus 12. |
| 50.  | 9.  | The Battle of Zab 9                                                    | Teddy O'Connor    | Joe Saunders                 | 2024. augusztus 12. |
| 51.  | 10. | Terry's Big Cleaning Day                                               | Annisa Adjani     | Dominic Dierkes              | 2024. augusztus 12. |
| 52.  | 11. | Yumyulack's Giant Head                                                 | Daniel Cole       | Josh Bycel és Jessica Dollin | 2024. augusztus 12. |

### Halloweeni különkiadás (2024)
| Sor. | Év. | Cím                        | Rendező           | Író           | Premier          |
| ---- | --- | -------------------------- | ----------------- | ------------- | ---------------- |
| 53.  | 1.  | The Hunt for Brown October | Marisa Livingston | Sean O'Connor | 2024. október 7. |

### 6. évad (2025)
| Sor. | Év. | Cím | Rendező           | Író                            | Premier           |
| ---- | --- | --- | ----------------- | ------------------------------ | ----------------- |
| 54.  | 1.  | ?   | Teddy O'Connor    | Dominic Dierkes                | 2025. október 13. |
| 55.  | 2.  | ?   | Daniel Cole       | Joe Saunders                   | 2025. október 13. |
| 56.  | 3.  | ?   | Marisa Livingston | Grace Parra Janney             | 2025. október 13. |
| 57.  | 4.  | ?   | Teddy O'Connor    | May Darmon                     | 2025. október 13. |
| 58.  | 5.  | ?   | Daniel Cole       | Dash Turner                    | 2025. október 13. |
| 59.  | 6.  | ?   | Marisa Livingston | Dominic Dierkes                | 2025. október 13. |
| 60.  | 7.  | ?   | Teddy O'Connor    | Joe Saunders                   | 2025. október 13. |
| 61.  | 8.  | ?   | Marisa Livingston | Josh Bycel                     | 2025. október 13. |
| 62.  | 9.  | ?   | Lilit Ghazarian   | Grace Parra Janney             | 2025. október 13. |
| 63.  | 10. | ?   | Teddy O'Connor    | Mike McMahan és Jessica Dollin | 2025. október 13. |